# Evezés az 1920. évi nyári olimpiai játékokon
Az 1920. évi nyári olimpiai játékokon az evezésben öt versenyszámban osztottak érmeket. A két számban győztes John Brendan Kelly (1924-ben nyert harmadszor aranyat) a későbbi Grace Kelly színésznő és monacói hercegnő édesapja.

## Éremtáblázat
(Az egyes számoszlopok legmagasabb értéke, vagy értékei vastagítással kiemelve.)
| Az 1920. évi nyári olimpiai játékok éremtáblázata evezésben | Az 1920. évi nyári olimpiai játékok éremtáblázata evezésben | Az 1920. évi nyári olimpiai játékok éremtáblázata evezésben | Az 1920. évi nyári olimpiai játékok éremtáblázata evezésben | Az 1920. évi nyári olimpiai játékok éremtáblázata evezésben | Olimpia  |
| ----------------------------------------------------------- | ----------------------------------------------------------- | ----------------------------------------------------------- | ----------------------------------------------------------- | ----------------------------------------------------------- | -------- |
|                                                             | Ország                                                      | Arany                                                       | Ezüst                                                       | Bronz                                                       | Összesen |
| 1.                                                          | Egyesült Államok (USA)                                      | 3                                                           | 1                                                           | 0                                                           | 4        |
| 2.                                                          | Olaszország (ITA)                                           | 1                                                           | 1                                                           | 0                                                           | 2        |
| 3.                                                          | Svájc (SUI)                                                 | 1                                                           | 0                                                           | 1                                                           | 2        |
|                                                             |                                                             |                                                             |                                                             |                                                             |          |
| 4.                                                          | Nagy-Britannia (GBR)                                        | 0                                                           | 2                                                           | 0                                                           | 2        |
| 5.                                                          | Franciaország (FRA)                                         | 0                                                           | 1                                                           | 1                                                           | 2        |
|                                                             |                                                             |                                                             |                                                             |                                                             |          |
| 6.                                                          | Norvégia (NOR)                                              | 0                                                           | 0                                                           | 2                                                           | 2        |
| 7.                                                          | Új-Zéland (NZL)                                             | 0                                                           | 0                                                           | 1                                                           | 1        |
|                                                             |                                                             |                                                             |                                                             |                                                             |          |
| Összesen                                                    | Összesen                                                    | 5                                                           | 5                                                           | 5                                                           | 15       |

## Érmesek
| Az 1920. évi nyári olimpiai játékok érmesei evezésben | | | |
| Versenyszám                                           | Arany | Ezüst | Bronz |
| Egypárevezős                                          | John B. Kelly · Egyesült Államok (USA) | Jack Beresford · Nagy-Britannia (GBR) | Clarence Hadfield D'Arcy · Új-Zéland (NZL) |
| Kétpárevezős                                          | Egyesült Államok (USA) · John B. Kelly · Paul Costello | Olaszország (ITA) · Erminio Dones · Pietro Annoni | Franciaország (FRA) · Alfred Plé · Gaston Giran |
| Kormányos kettes                                      | Olaszország (ITA) · Ercole Olgeni · Giovanni Scatturin · Guido De Filip | Franciaország (FRA) · Gabriel Poix · Maurice Bouton · Ernest Barberolle | Svájc (SUI) · Edouard Candeveau · Alfred Felber · Paul Piaget                                                                                                 |
| Kormányos négyes                                      | Svájc (SUI) · Willy Brüderlin · Max Rudolf · Paul Rudolf · Hans Walter · Paul Staub                                                                                        | Egyesült Államok (USA) · Kenneth Myers · Carl Klose · Franz Federschmidt · Erich Federschmidt · Sherman Clark                                                              | Norvégia (NOR) · Birger Var · Theodor Klem · Henry Larsen · Per Gulbrandsen · Thoralf Hagen                                                                   |
| Nyolcas                                               | Egyesült Államok (USA) · Virgil Jacomini · Edwin Graves · William Jordan · Edward Moore · Alden Sanborn · Donald Johnston · Vincent Gallagher · Clyde King · Sherman Clark | Nagy-Britannia (GBR) · Ewart Horsfall · Guy Oliver Nickalls · Richard Lucas · Walter James · John Campbell · Sebastian Earl · Ralph Shove · Sidney Swann · Robin Johnstone | Norvégia (NOR) · Theodor Nag · Conrad Olsen · Adolf Nilsen · Håkon Ellingsen · Thore Michelsen · Arne Mortensen · Karl Nag · Tollef Tollefsen · Thoralf Hagen |